# Styrian Bears 2009
Questa voce raccoglie le informazioni riguardanti gli Styrian Bears nelle competizioni ufficiali della stagione 2009.

## Austrian Football Division 2 2009

### Stagione regolare
| 11 aprile 2009 2ª giornata | Amstetten Thunder | 15 – 19 (0-6 0-6 7-7 8-0) | Styrian Bears | (250 spett.) |

| 18 aprile 2009 3ª giornata | Styrian Bears | 49 – 0 (7-0 14-0 7-0 21-0) | Graz Giants 2 | (150 spett.) |

| 1º maggio 2009 4ª giornata | Vienna Knights | 22 – 15 (8-7 8-6 6-0 0-2) | Styrian Bears | (150 spett.) |

| 10 maggio 2009 5ª giornata | Styrian Bears | 29 – 44 (7-13 8-7 14-6 0-18) | Lower Austria Titans |  |

| 23 maggio 2009 7ª giornata | Graz Giants 2 | 15 – 51 (7-7 8-18 0-7 0-19) | Styrian Bears | (100 spett.) |

| 30 maggio 2009 8ª giornata | Styrian Bears | 40 – 0 (7-0 14-0 19-0 0-0) | Amstetten Thunder | (30 spett.) |

### Playoff
| Graz 21 giugno 2009, ore 14:00 Semifinale di secondo livello | Styrian Bears | 18 – 3 (2-0 16-0 0-0 0-3) referto | Schwaz Hammers | Steirischer Fußballverbandsplatz |

| Graz 4 luglio 2009 Challenge Bowl | Styrian Bears | 30 – 0 | Amstetten Thunder | Sportzentrum Rosenhain |

### Statistiche di squadra
| Competizione      | %Vittorie | In casa | In casa | In casa | In casa | In casa | In casa | In trasferta | In trasferta | In trasferta | In trasferta | In trasferta | In trasferta | Totale | Totale | Totale | Totale | Totale | Totale |
| Competizione      | %Vittorie | G       | V       | N       | P       | Pf      | Ps      | G            | V            | N            | P            | Pf           | Ps           | G      | V      | N      | P      | Pf     | Ps     |
| ----------------- | --------- | ------- | ------- | ------- | ------- | ------- | ------- | ------------ | ------------ | ------------ | ------------ | ------------ | ------------ | ------ | ------ | ------ | ------ | ------ | ------ |
| Stagione regolare | .667      | 3       | 2       | 0       | 1       | 118     | 44      | 3            | 2            | 0            | 1            | 85           | 52           | 6      | 4      | 0      | 2      | 203    | 96     |
| Playoff           | 1.000     | 2       | 2       | 0       | 0       | 48      | 3       | 0            | 0            | 0            | 0            | 0            | 0            | 2      | 2      | 0      | 0      | 48     | 3      |
| Totale            | .750      | 5       | 4       | 0       | 1       | 166     | 47      | 3            | 2            | 0            | 1            | 85           | 52           | 8      | 6      | 0      | 2      | 251    | 99     |